# 디모아
디모아(영어: Dimoa Co. Ltd.)는 쌍방울그룹 계열의 대한민국의 소프트웨어 유통 기업이다. 본사는 서울특별시 용산구 서빙고로 51길 52, SBW빌딩 6,7층에 위치해 있으며 대표이사는 이혁수이다.

## 연혁
- 2024년 전략적 투자의 목적으로 아이오케이 지분을 17.92%에서 35.41%로 늘렸다[4]

## 같이 보기
- 아이오케이
- 쌍방울

## 참고 문헌
1. ↑  디모아, 작년 매출액 313억원…전년比 22%↑ , 머니투데이, 2024-03-22
2. ↑  이지형, 한국IR협의회 기업리서치센터 기술분석보고서-디모아, 2023년 10월 5일
3. ↑  강석오, 디모아, DX·AI 솔루션 공급 박차…SW 유통 사업 성장세, 데이터넷, 2024년 3월 22일
4. ↑  유한새, 디모아, 아이오케이 주식 143만8848주 인수, 블로터, 2024년 6월 26일